# Tafagamanu
Tafagamanu ist eine Siedlung im politischen Bezirk (itūmālō) Aʻana des Inselstaats Samoa auf der Insel Upolu.

## Geographie
Er liegt an der Südküste der Insel zwischen den Siedlungen Savaia und dem Hauptort Safaʻatoa.